# Julian Marley

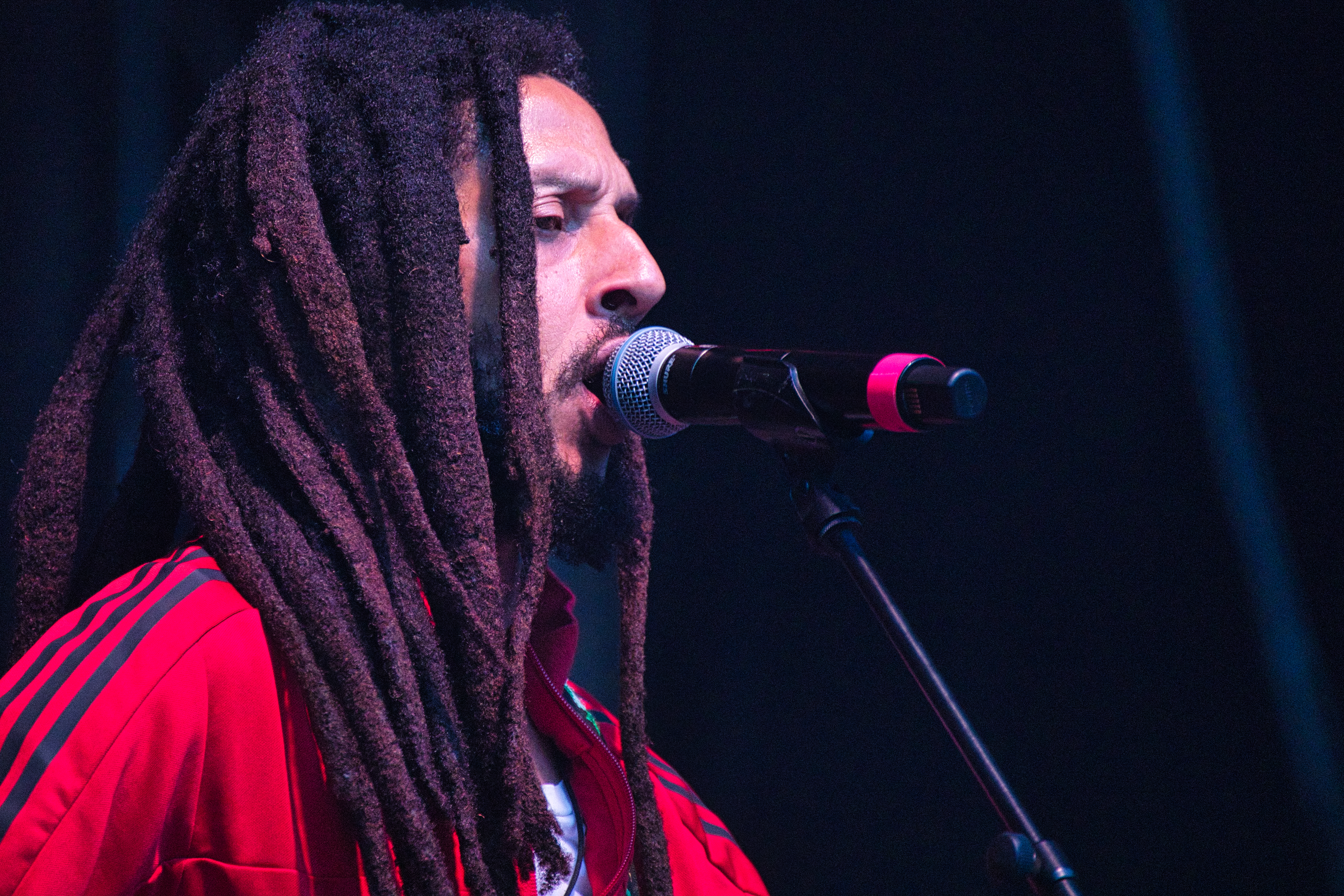
Julian Marley auf dem Rudolstadt-Festival 2024

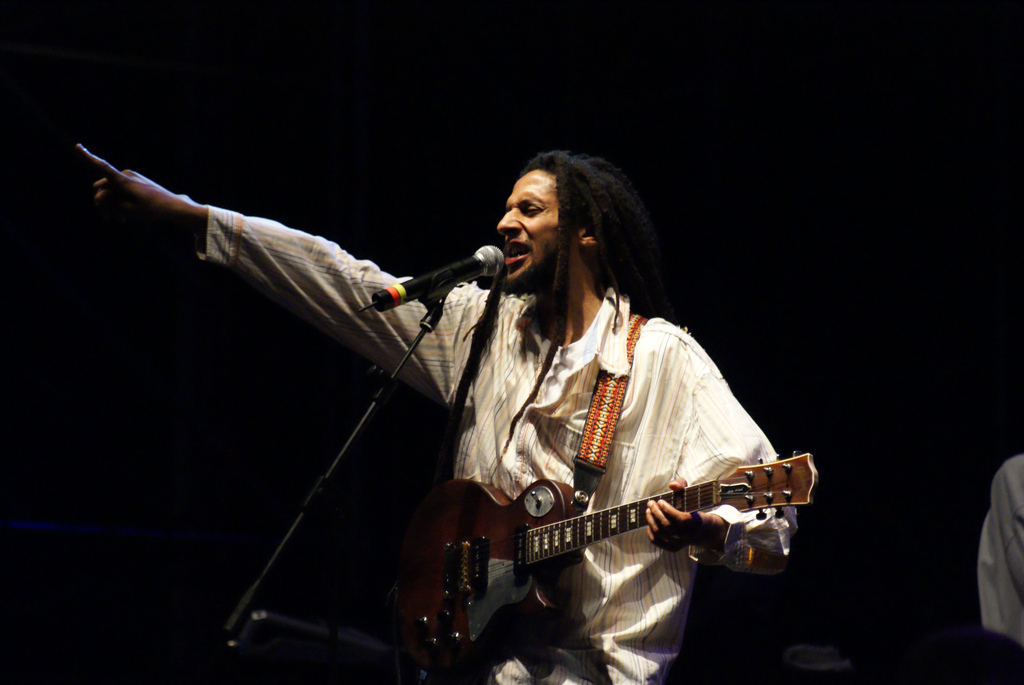
Julian Marley, 2010

Julian Ricardo Marley (* 4. Juni 1975 in London) ist ein britisch-jamaikanischer Roots-Reggae-Musiker und Leadsänger seiner Band The Uprising Band. Er ist ein Sohn des Reggae-Musikers Bob Marley; seine Mutter ist Lucy Pounder, bei der er anfangs in England aufwuchs.
Nachdem er mit seiner Familie seinen ersten Song im Alter von fünf Jahren aufgenommen hatte, veröffentlichte er 1989 sein erstes Album Uprising, was später auch zum Namen seiner Band wurde. 1992 arbeitete er, nach einem Umzug nach Jamaika, unter anderem mit Aston Barrett, Earl „Wire“ Lindo, Tyrone Downie und Earl „Chinna“ Smith zusammen.
Sein Album Awake war für den Grammy 2010 in der Kategorie „Best Reggae Album“ nominiert. Erst zehn Jahre später folgte mit As I Am ein weiteres Album, das erneut für einen Grammy nominiert wurde.

## Diskografie
Alben
- 1989: Uprising
- 1996: Lion in the Morning
- 2003: A Time and Place
- 2009: Awake
- 2019: As I Am

Singles (Auswahl)
- 2020: Pablo & Sosa (Gringo feat. Summer Cem & Julian Marley)